# Diancistrus novaeguineae
Diancistrus novaeguineae är en fiskart som först beskrevs av Machida, 1996.  Diancistrus novaeguineae ingår i släktet Diancistrus och familjen Bythitidae. IUCN kategoriserar arten globalt som livskraftig. Inga underarter finns listade i Catalogue of Life.